# Bontvleugelzwaluw
De bontvleugelzwaluw (Hirundo leucosoma) is een zwaluw uit het geslacht Hirundo die voorkomt in West-Afrika.

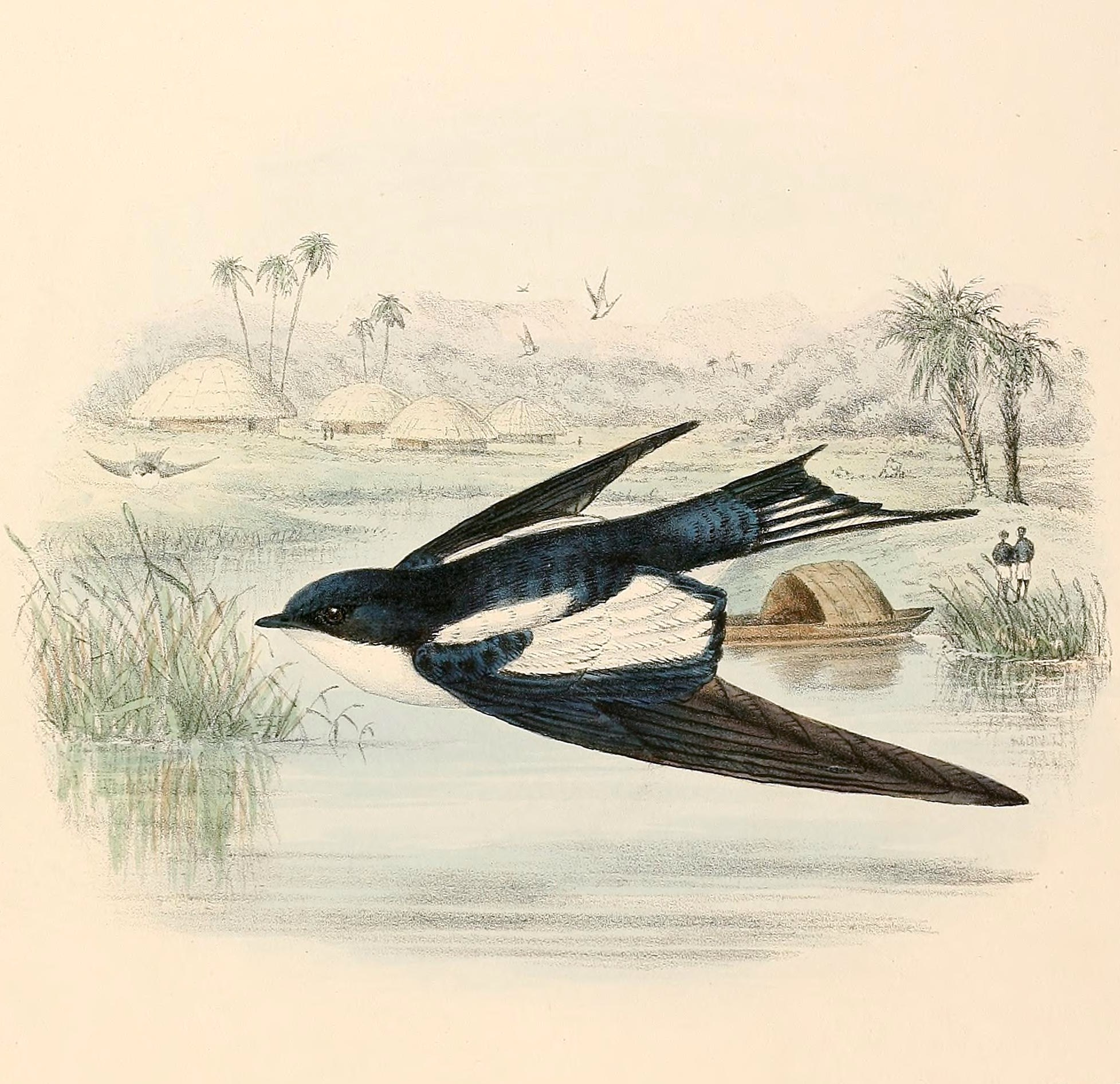
Afbeelding uit A monograph of the Hirundinidae uit 1885 van Richard Bowdler Sharpe.

## Kenmerken
De vogel is gemiddeld 12 cm lang. Het is een karakteristieke zwaluw die van boven glanzend staalblauw is met opvallend grote, witte vlekken op de vleugels. De staart is licht gevorkt en is ook zwart met een blauwgroene glans. De keel, buik en borst zijn wit. Het vrouwtje heeft een kortere staart en onvolwassen vogels zijn doffer gekleurd, meer bruinachtig in plaats van zwart.

## Verspreiding en leefgebied
Deze soort komt voor van Senegal en Gambia tot Nigeria.
Het leefgebied bestaat uit savanne met wat bos, open plekken in bossen en langs rivieren, maar ook rond menselijke nederzettingen en in steden.

## Status
De grootte van de wereldpopulatie is niet gekwantificeerd. Het is een niet zo algemene vogel. Men veronderstelt dat de soort in aantal vooruit gaat omdat hij steeds vaker bij menselijke bewoning wordt aangetroffen. Om deze redenen staat de bontvleugelzwaluw als niet bedreigd op de Rode Lijst van de IUCN.